# X millennio a.C.
Il X millennio a.C. inizia il 1º gennaio dell'anno 10000 a.C. e termina il 31 dicembre dell'anno 9001 a.C. incluso.

## Eventi
- intorno all'anno 10000 a.C.
  - Vicino oriente, Mesopotamia, Persia, India: Primi villaggi in Khuzistan, Palestina, Siria, Elam, Assiria e India
  - Europa: Arretramento dei ghiacciai
  - Italia: Occupazione delle Grotte di Toirano, attuale Liguria.
  - Francia: Cultura Epipaleolitica Valorguiana, nella Linguadoca e Provenza.
  - Spagna, Francia: Cultura Aziliana nei Pirenei (fino al 8000 a.C.)[1]
  - Giappone: Inizio del periodo Jōmon Incipiente (fino al 7500 a.C.) - Invenzione della Ceramica, probabile sedentarizzazione, civiltà mesolitiche.
- Intorno all'anno 9600 a.C.
  - Asia Minore: Fondazione del Tempio di Göbekli Tepe (fino all'8000 a.C.), forse primo esempio di Tempio dedicato a un culto forse sciamanico.

## Invenzioni, scoperte, innovazioni
- 10000 a.C. circa - Asia centrale, Medio oriente: Addomesticamento della capra